# Тохман, Войцех
Войцех Лукаш Тохман, также Войчех Тохман (пол. Wojciech Łukasz Tochman, род. 1969, Краков) — польский журналист, мастер репортажа.

## Биография
Дебютировал в 1987 году в молодёжном журнале. В 1990—2004 годах работал в Gazeta Wyborcza, где его наставницей была Ханна Кралль. В 1996—2002 годах вёл на первом канале Польского телевидения программу, посвященную памяти бесследно исчезнувших. В 1999 году основал общество ИТАКА, ведущее розыски исчезнувших. Преподавал в Институте журналистики Варшавского университета (2006—2007).
В 2009 году вместе с Павлом Гожлинским и Мариушем Щигелом основал Институт репортажа. С 2010 года на радио TOK FM ведёт вместе с ними передачу Кипение мира, посвященную литературе факта, основал в Варшаве кафе под тем же названием.

## Признание
Книги Тохмана переведены на многие европейские языки. Он является номинантом и лауреатом ряда национальных премий.